# Johann Köler
Johann Köler (Ivaski, Estonia, 8 de marzo de 1826-San Petersburgo, Imperio ruso, 22 de abril de 1899) fue una figura política del despertar nacional y pintor estonio. Es considerado el primer pintor profesional de la naciente nación. Se distinguió principalmente por sus retratos, aunque también realizó algunas obras paisajísticas. Entre sus pinturas más notables se encuentran representaciones de la vida rural estonia durante la segunda mitad del siglo XIX.

## Biografía

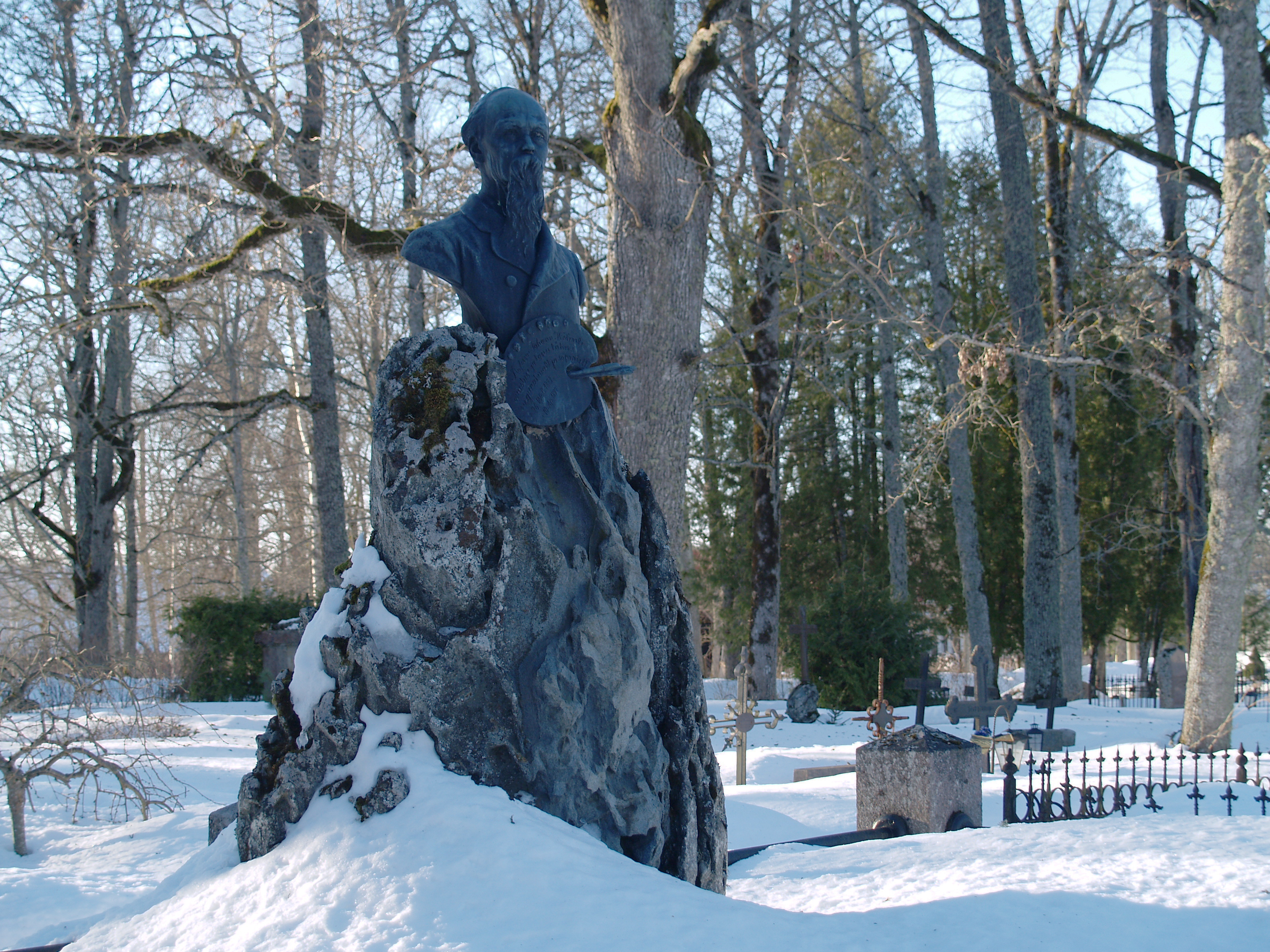
Tumba de Johann Köler en el cementerio de Suure-Jaani. Busto del escultor Amandus Adamson.

Johann Köler nació como el séptimo hijo de una familia campesina en la granja de Lubjassaare, en Wast —actual Ivaski—, condado de Viljandi. A pesar de la pobreza de sus padres, Köler logró asistir a la escuela primaria y a la escuela distrital en Fellin —hoy Viljandi—, Livonia. Posteriormente, asistió al taller de un maestro pintor en Cēsis. En 1846, Köler viajó a San Petersburgo para trabajar como rotulista, donde pronto se descubrió su talento. Entre 1848 y 1855 estudió dibujo y pintura en la Academia Imperial de las Artes de San Petersburgo.
En 1857, Köler viajó a París pasando por Berlín; más tarde regresó a Alemania y posteriormente visitó los Países Bajos y Bélgica. En 1858 cruzó los Alpes y viajó a Milán, Ginebra, Florencia y Roma. Allí estudió en una academia privada y se dedicó al perfeccionamiento de la técnica de la acuarela. En Roma, durante 1859, presentó su composición «Cristo en la cruz».
Atendiendo al llamado de la Academia de las Artes de San Petersburgo, Köler regresó a la ciudad en 1861. Desde 1862 hasta 1874 fue maestro de la gran duquesa María Aleksándrovna, hija del zar Alejandro II. Entre 1869 y 1870 trabajó como profesor en la academia. De 1886 a 1889, Köler trabajó en Viena, Niza y París.

## Despertar nacional estonio
El punto culminante de la carrera de Johann Köler coincidió con el auge del despertar nacional estonio, y utilizó su posición en la corte imperial para promover la causa del pueblo estonio. Fue también amigo del periodista Carl Robert Jakobson, uno de los impulsores de la idea de la autodeterminación estonia. Entre 1891 y 1893, Köler fue presidente de la Sociedad de Literatos Estonios —«Eesti Kirjameeste Selts»—.